# Wymysłów (Skotniki Duże)
Wymysłów – część wsi Skotniki Duże w Polsce, położona w województwie świętokrzyskim, w powiecie buskim, w gminie Busko-Zdrój.
W latach 1975–1998 Wymysłów administracyjnie należał do województwa kieleckiego.